# Orient Express (spil)
Orientekspressen ((nederlandsk/hollandsk): Oriënt Express) er et detektivbrætspil udgivet af Koninklijke Hausemann en Hötte. Det var designet af Jeff Smets i 1986 med 10 mordgåder – i 1987 kom der 5 ekstra mordgåder. Ulempen ved spillet er, at folk kun kan spille mordgåderne igen efter adskillige års pause. 2-6 'detektiver' kan deltage. 

## Opstilling
Spillebrættet forestiller en plan over en sovevogn og en spisevogn fra den berømte Orientekspressen anno 1930. Udenom er strækningen fra Paris til Istanbul indtegnet, med 22 mellemstationer. På de to langsider er der i alt 30 pladser til kortene fra den valgte mordgåde.  De forskellige rum er afmærket med personer der kan afhøres, men deres placering er tilfældig – diplomaten i kupé nr. 24 betyder ikke at han også kører på 2. klasse osv. De mistænkte er blot blevet isoleret for ikke at kunne påvirke hinanden.  
Hver eneste mordgåde har 7 ansatte, 6 rum og 8 mistænkte. De mistænkte er dog forskellige personer fra mordgåde til mordgåde – baronessen kan være tysker i den ene og italiener i den næste, greven kan være ond i en sag og god i en anden sag. Eventuelle fordomme om småkriminelle hasardspillere eller skydegale oberster er ikke altid anvendelige. Personalet er altid uskyldigt og deres udtalelser er aldrig ment for at bringe spillerne på vildspor. De mistænkte lyver aldrig, men de kan fortie vigtige oplysninger. De kan også lufte deres meninger, der skal tages med et gran salt. 
Spillerne afhører folk ved at stå i rummet med personernes navne og vende de respektive kort. Rummene undersøges på tilsvarende måde. Hvis f.eks. morderen har tabt en halskæde med sit stjernetegn, vil udelukkelsesmetoden fælde morderen. Alibier, spor og motiver hjælper spillerne til at finde løsningen. Man kan kun vende ét kort i et rum pr. tur.
De farvede spillebrikker starter i overgangen imellem de to vogne og ved terningekast bevæger spillerne sig rundt i de to vogne. Rummene er afgrænset af punkterede linjer og terningkastets værdi er blot det maksimale antal rum der må flyttes. Det er f.eks. tilladt at blive stående i et rum. Specialterningen har seks tal; 1 og 6 er røde, resten er grønne. Oplysninger opnået ved 'røde' kast er hemmelige for de andre spillere, oplysninger opnået ved 'grønne' kast er offentlige.
Lægen bør udspørges som den første – efter at have undersøgt liget kan han fortælle; hvem der døde, dødstidspunkt, dødsårsag og gerningssted. 
Spillere der mangler 'starthjælp' kan søge hjælp i Supertip I. Alle der kikker i Supertip I får 6 strafpoint. Spillere der er kørt fast kan derefter søge hjælp i Supertip II, hvilket koster yderligere 10 strafpoint. Farvede poletter angiver hvilke spillere der har søgt hjælp.
Ved 'grønne' kast, flyttes miniaturelokomotivet én station – ved 'røde' kast bliver lokomotivet stående. Når lokomotivet når en station markeret med et T, skal spilleren vælge et telegram. Telegrammer indeholder nyttig baggrundsviden om offeret og de mistænkte.
Mistænkte
- Greve (Graaf)
- Skuespillerinde (Actrice)
- Oberst (Kolonel)
- Ballerina
- Spiller (Gokker)
- Baronesse (Barones)
- Diplomat (Diplomaat)
- Spåkone (Waarzegster)

Personale
- Steward
- Kok
- Tjener (Ober)
- Togfører (Treinchef)
- Konduktør (Conducteur)
- Læge (Dokter)
- Drager (Kruier)

Togets rum
- Første klasse (Eerste klasse)
- Anden klasse (Tweede klasse)
- Salon
- Køkken (Keuken)
- Restauration (Restauratie)
- Bibliotek (Bibliotheek)

## Spillets afgørelse
Når toget ankommer til Istanbul er spillet forbi. Spillerne skal fortælle hvem der udførte mordet og sammenligne med rekonstruktionen. Hvis flere spillere har den rigtige løsning, er vinderen den med færrest strafpoint. Undervejs kan spillere annoncere at de kender løsningen. Alle offentlige kort tæller som strafpoint og spillerens løsning og strafpoint noteres på et papir, uset af de andre. 

## Mordgåder
- 1 Klapbordet.
- 2 Familiefest@.
- 3 Den babyloniske Forvirring.
- 4 Petit Fours.
- 5 Klevsmurnsk.
- 6 Séancen.
- 7 Ryger De?
- 8 Fundne sager.
- 9 En bitter pille.
- 10 "The Greatest Show on Earth".
- 11 Den tiende£.
- 12 Anagrammer var hans lidenskab$.
- 13 Vasketuren.
- 14 Dressed to kill.
- 15 En falden ådselgrib.
- @ oversat fra tysk: Familientag[1]
- £ direkte oversat fra tysk: Der Zehnte
- $ direkte oversat fra tysk: Anagramme waren seine Leidenschaft

## Eksterne links
- http://www.boardgamegeek.com/game/2363
- 3 nye mordgåder, PDF (Webside ikke længere tilgængelig) (engelsk)
- 3 andre mordgåder, PDF (Webside ikke længere tilgængelig) (engelsk)
- 4 ekstra mordgåder, PDF (Webside ikke længere tilgængelig) (engelsk)
- Løsninger til ovenstående 10 mordgåder, DOC (Webside ikke længere tilgængelig) (engelsk)

1. ↑  http://www.5tegebot.de/x_express.php Tatort: Nachtexpress